# Can Carlà (Pira)
Can Carlà és una casa del municipi de Pira (Conca de Barberà) protegida com a bé cultural d'interès local. Aquesta casa fa cantonada entre els carrers doctor Robert i Guimerà. La casa està bastida sobre dos arcs diafragmàtics situats perpendicularment generant un espai porticat davant de la porta. Consta de baix, entresol parcial, pis principal i golfes. La porta principal presenta un arc rebaixat fet amb pedra i rematat per un escut.